# Quận Clark, Arkansas
Quận Clark là một quận thuộc tiểu bang Arkansas, Hoa Kỳ.
Quận này được đặt tên theo. Theo điều tra dân số của Cục điều tra dân số Hoa Kỳ năm 2000, quận có dân số 25.546 người. Quận lỵ đóng ở Arkadelphia.6

## Địa lý
Theo Cục điều tra dân số Hoa Kỳ, quận có diện tích 883 dặm vuông Anh (2.287,0 km2), trong đó có 17 dặm vuông Anh (44,0 km2) là diện tích mặt nước.

### Các xa lộ chính
- Interstate 30
- U.S. Highway 67
- Highway 7
- Highway 8
- Highway 26
- Highway 51
- Highway 53

### Quận giáp ranh
- Quận Hot Spring (đông bắc)
- Quận Dallas (đông)
- Quận Ouachita (đông nam)
- Quận Nevada (tây nam)
- Quận Pike (tây)
- Quận Montgomery (tây bắc)